# Drawski Młyn
Drawski Młyn [pronunciación en polaco: /ˈdrafski ˈmwɨn/] (en alemán: Dratzigmühle) es un pueblo en el distrito administrativo de Gmina Drawsko, dentro del Distrito de Czarnków-Trzcianka, Voivodato de Gran Polonia, en el centro-oeste de Polonia. Se encuentra aproximadamente 4 kilómetros al noreste de Drawsko, 33km al oeste de Czarnków, y 77 kilómetros al noroeste de la capital regional, Poznań.
El pueblo tiene una población de 960 habitantes.